# Парламентские выборы в Канаде (2019)
Канадские федеральные выборы 2019 года (формально 43-е канадские всеобщие выборы) прошли 21 октября. На них были избраны члены Палаты общин в 43-й канадский парламент. Генерал-губернатор Жюли Пайетт распустила 42-й парламент 11 сентября 2019 года по совету премьер-министра Джастина Трюдо. По традиции, с этого действия начинаются парламентские выборы.
40-дневная кампания показала, что либералы пытались сохранить большинство, которое они получили на выборах 2015 года. Консервативная партия под руководством Эндрю Шира, Новая Демократическая партия под руководством Джагмита Сингха, партия Зелёных под руководством Элизабет Мэй и Народная партия Канады под руководством Максима Бернье оспаривали действующее либеральное правительство.

## Предпосылки
Парламентские выборы 2015 года привели к формированию либерального большинства во главе с Джастином Трюдо в Палате Общин. Консерваторы стали официальной оппозицией (при этом Стивен Харпер объявил о своей отставке с поста лидера партии), а новые демократы (НДП) стали третьей партией. Несмотря на то, что члены Квебекского Блока и Зелёной партии были избраны в палату, они не смогли достичь необходимого количества депутатов для официального партийного статуса.
Томас Малкэр был отклонен как лидер Новой Демократической Партии. Он получил только 48 % голосов на апрельском обзоре руководства НДП в 2016 году. Партия провела выборы руководства 1 октября 2017 года, избрав депутата парламента Онтарио и бывшего заместителя лидера Новой Демократической партии Онтарио Джагмита Сингха преемником Малкэра.

### Избирательная реформа
В июне 2015 года Джастин Трюдо пообещал реформировать избирательную систему в случае избрания, заявив: 
«Мы стремимся к тому, чтобы 2015 год стал последним выбором, проведённым в рамках первого поста».
Поскольку либералы, новые демократы, блок Квебека и Партия зелёных выступали за реформу, к следующим федеральным выборам могла бы быть введена другая система голосования. В Палате общин был сформирован специальный комитет по реформе избирательной системы, в состав которого вошли представители всех пяти партий. Большинство членов общепартийного комитета рекомендовали правительству, «поскольку оно разрабатывает новую избирательную систему … [стремиться] свести к минимуму уровень искажения между народной волей электората и результирующим распределением мест в парламенте».
Цель комитета заключается в том, чтобы определить и провести исследование жизнеспособных альтернативных систем голосования, а не рекомендовать конкретную альтернативную систему.
В феврале 2017 года Трюдо отказался от поддержки избирательной реформы.

## Поддержка
| Тип                             | Либеральная партия                              | Консервативная партия                                             | Новые демократы           | Квебекский блок | Зелёные           |
| ------------------------------- | ----------------------------------------------- | ----------------------------------------------------------------- | ------------------------- | --------------- | ----------------- |
| СМИ/Пресса                      | - Hamilton Spectator - Toronto Star - Le Devoir | - National Post - Montreal Gazette - Ottawa Citizen - Toronto Sun |                           | - Le Devoir     |                   |
| Политики и общественные деятели | - Барак Обама - Мартин Лютер Кинг III           | - Блейн Хиггс - Джейсон Кенни - Брайан Паллистер                  | - Рупи Каур               |                 | - Памела Андерсон |
| Союзы и бизнес-ассоциации       |                                                 |                                                                   | - Федерация труда Онтарио |                 |                   |

## Результаты
После подсчёта голосов Либеральная партия Канады получила 157 места в парламенте, консерваторы заняли 121 место. Новая Демократическая Партия получила 24 места, Квебекский блок — 32, а партия зелёных 3 места соответственно.
Имея 157 мест, либералы получили множество мест в Палате общин, что позволило им сформировать правительство, хотя мандатов не хватило для того, чтобы они вновь завоевали большинство, которое они получили в 2015 году.
Либералы под руководством действующего премьер-министра Джастина Трюдо получили наибольшее число мест — 157, что позволило им сформировать правительство меньшинства. Консерваторы под руководством Эндрю Шира оставались официальной оппозицией и, получив 121 место, образовали самую крупную оппозиционную группу в истории Канады.